# Schielo
Schielo ist ein Ortsteil der Stadt Harzgerode im Landkreis Harz in Sachsen-Anhalt.

## Geschichte
Am 21. August 1430 wurde das Dorf erstmals urkundlich erwähnt und hat auch im Jahr 1488 noch bestanden. Anschließend wurde Schielo wie das südwestlich gelegene Vitzenhagen und das östlich gelegene Schneblingen verlassen, wodurch es zur Wüstung wurde. Während der 1530 begonnenen Rekolonisierung wurde Schielo im Jahr 1546 erneut besiedelt. Auf dem Areal der Wüstung Schulda und Teilen der Wüstungsflächen von Bauroda (Bugerode), Kitzerode (Kitzgerode) und Wernroth (Wernigerode) ließen die Fürsten von Anhalt ein Vorwerk (Domäne) mit Schäferei anlegen, dem die Entstehung des Dorfes folgte. 1608 bewirtschaftete das Vorwerk rund 15 Hufen und größere Wiesenflächen. Im Dorf lebten inzwischen 41 Familien, dazu zwei Hausgenossen, Pfarrer und Schulmeister sowie das Vorwerkspersonal. Nach der Wiederbesiedelung gehörte der Ort zu Anhalt, zum Justizamt Harzgerode. Dieses fiel bei einer Landesteilung 1603/06 an das Fürstentum Anhalt-Bernburg, gehörte 1635–1709 zum Fürstentum Anhalt-Harzgerode, danach wieder zu Anhalt-Bernburg und ab 1863 zum Herzogtum Anhalt.
Die Bewohner betrieben Ackerbau und Viehzucht, ein weiterer Erwerbszweig war das Holzhauen. Auswirkungen des Dreißigjährigen Krieges waren 20 Jahre nach seinem Ende durch drei immer noch wüst liegende Hofstellen zu erkennen. Auswirkungen des Siebenjährigen Krieges und des Napoleonfeldzuges, insbesondere durch Plünderungen und die Verpflichtung, große Truppenkontingente durchziehender Krieger (so biwakierten im Jahr 1806 in Güntersberge 30.000 französische Krieger) zu verpflegen sind für Nachbarorte, nicht aber für Schielo selbst überliefert.
1766 schlossen sich 90 % der Schieloer der Verschwörung im Fürstentum Anhalt-Bernburg an, die sich hauptsächlich gegen die Weitererhebung von Kontributionszahlungen nach dem Ende des Siebenjährigen Krieges richtete. In einer eigenen Petition wandten sie sich gegen die Erhöhung des Dienstgeldes, Verlust der Gemeindehölzer, Verdopplung des Schafbestandes des Vorwerks u. a. Sie beteiligten sich im März 1767 am Harzgeröder Aufruhr, bezahlten ihren Einsatz mit zwei Todesopfern und bis zu vier Wochen langen Haftstrafen für 22 Männer.
In den Anfängen des 19. Jahrhunderts blühte in der Gemeinde das Korbmacherhandwerk. Zu dieser Zeit sicherte sich ein erheblicher Teil der Einwohner mit der Fertigung von jährlich ca. 25.000 Körben ihren Lebensunterhalt. Im Jahr 1833 wird von einem Jahresumsatz von ca. 3500 Talern in der Korbmacherei (im Vergleich: ca. 2000 Taler durch Holzhauen) berichtet. Durch die zunehmende Fichtenanpflanzung kam es zur Verdrängung der im Unterholz von Laubwäldern gedeihenden Haselsträucher, die als Rohmaterial für die Körbe dienten. Verschiedene Eingaben und Forderungen der Korbmacher Mitte des 19. Jahrhunderts zur Eindämmung des Fichtenanbaus bei Forstamt und Landtag blieben allesamt erfolglos. Immer mehr Korbmacher wurden zu Landwirten oder arbeiteten bei Bauern in der Umgebung als „Harzmäher“. In den 1920er Jahren verschwand die Korbmacherei endgültig aus Schielo. Aus dem Korbmacherdorf war nach Auflösung der Domäne 1908 ein Bauerndorf geworden.

Im Oktober 1905 wurde einige Kilometer außerhalb des Ortskerns von Schielo eine Tuberkulosenheilstätte mit 80 Betten eröffnet. Diese diente in den beiden Weltkriegen als Lazarett. Bis 1952 wurde die Kapazität auf 200 Betten erweitert, 1975 kam eine Abteilung für Patienten mit Herz- und Kreislauferkrankungen hinzu.

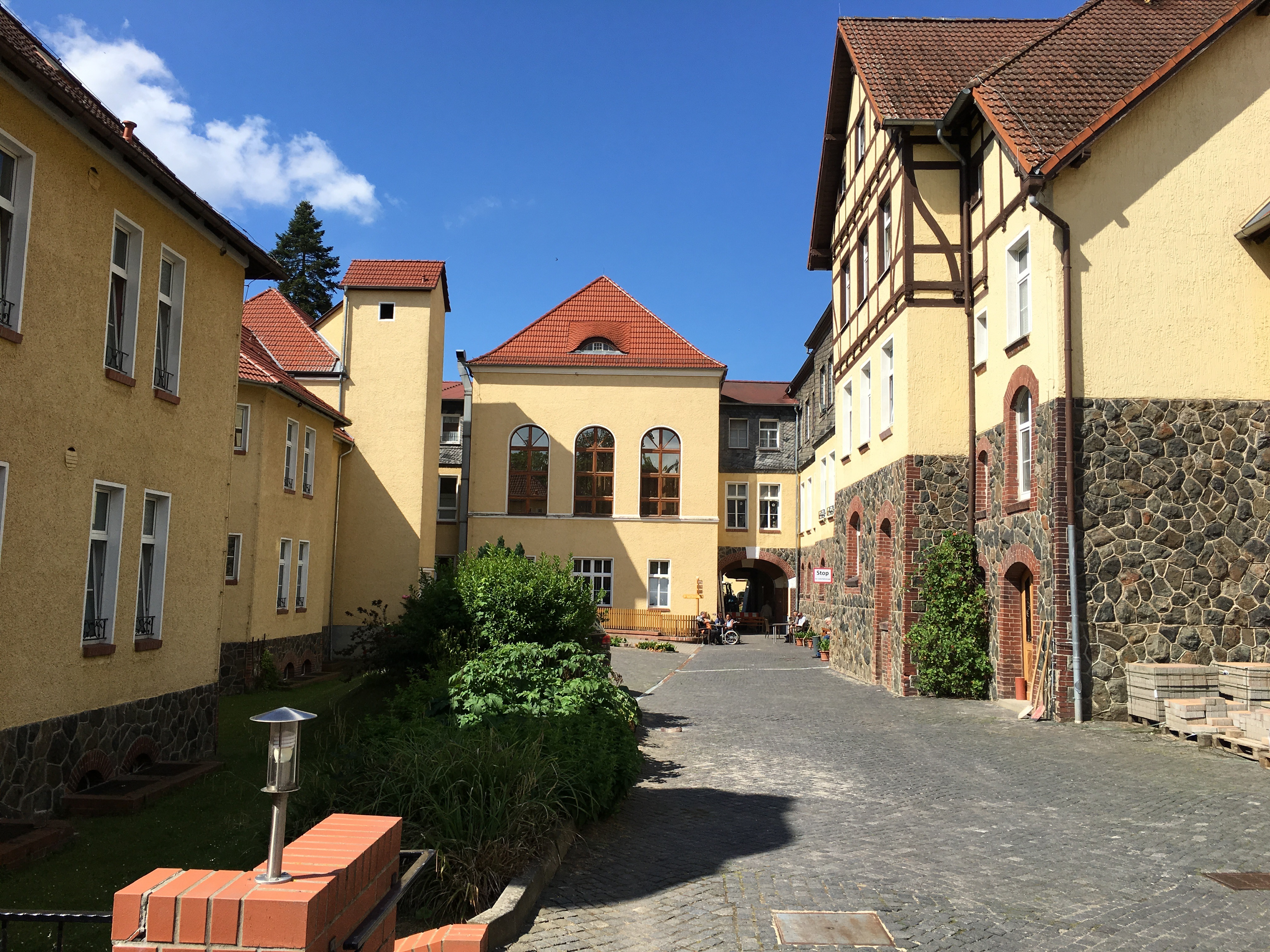
Der 1905 erbaute Haupttrakt der ehemaligen Lungenheilstätte

 Nach dem Umbau im Jahr 1998 dient die Klinik nun als Wohnheim für Menschen mit Behinderungen (seelisch, geistig und durch Sucht). Ein erheblicher Teil der Einwohner von Schielo (Stand 2016: mit 155 gemeldeten Bewohnern knapp 1/3) wohnen in dieser Einrichtung.
Im Januar 1944 wurde die in Schielo wohnende Jüdin Philippine Mansfeld, geb. Israel, in das Ghetto nach Theresienstadt deportiert, wo sie am 31. Oktober 1944 ermordet wurde.
Für erhebliche Unruhe im Ort sorgte ab Anfang 1958 die mit Nachdruck verfolgte Umstellung der Landwirtschaft auf die Landwirtschaftliche Produktionsgenossenschaft „Typ 1 Einigkeit Schielo“. Lautsprecherwagen fuhren durch den Ort und riefen die Namen von Bauern, die nicht unterschreiben wollten. 18 Funktionäre waren damit betraut, die 21 Schieloer Bauern zum Beitritt zur LPG zu bewegen.
1976 wurde die 1558 errichtete St.-Georgs-Kirche durch einen schlichten Neubau ersetzt.
Im Jahr 1979 wurde in Schielo ein spätmittelalterliches Münzdepot gefunden, das um 1380 dort angelegt wurde.
Am 1. August 2009 schloss sich die Gemeinde Schielo mit den Städten Güntersberge und Harzgerode sowie den Gemeinden Dankerode, Königerode, Siptenfelde und Straßberg zur neuen Stadt Harzgerode zusammen. Wie schon 150 Jahre zuvor zählte Schielo Ende 2016 498 Einwohner.

### Namensherkunft
Schielo, noch 1562 „Schuelo“, nach anderen Urkunden „Schulde“, „Suhle“ oder „Schulo“, mundartlich „Schiele“, hat seinen Ursprung möglicherweise im Slawischen und bedeutet „Ort zwischen den Sumpfwiesen“. Eine andere Erklärung ist die Abstammung von dem Mittelhochdeutschen Wort „Schielôh“ mit der Bedeutung „Zaunpfahlgehölz“ (vom Mittelhochdeutschen „Schie“ = Zaunpfahl).

### Einwohnerentwicklung
| Jahr       | Einwohner | Häuser | Haushalte |
| ---------- | --------- | ------ | --------- |
| 1562       | –         | –      | 37        |
| 1600 (ca.) | –         | –      | 42        |
| 1773       | –         | –      | 66        |
| 1795       | 426       | 78     | -         |
| 1833       | 525       | 92     | -         |
| 1865       | 496       | 108    | -         |
| 2016       | 510       | –      | –         |
| 2019       | 489       | –      | –         |

## Politik

### Wappen
Das Wappen zeigt die Linde, die zum Ende des Dreißigjährigen Krieges mitten im Ort auf dem Hutberg gepflanzt wurde und noch heute Wahrzeichen und Denkmal ist. Im Siegelbild der Gemeinde wird die Linde seit Jahrzehnten geführt. Der Korb steht für die Bedeutung des Korbmacherhandwerkes in der Geschichte des Ortes.
Blasonierung: „In Silber auf grünem Berg eine grüne Linde, der Berg belegt mit einem geflochtenen silbernen Henkelkorb.“
Das Wappen wurde am 13. März 2009 durch den Landkreis genehmigt.

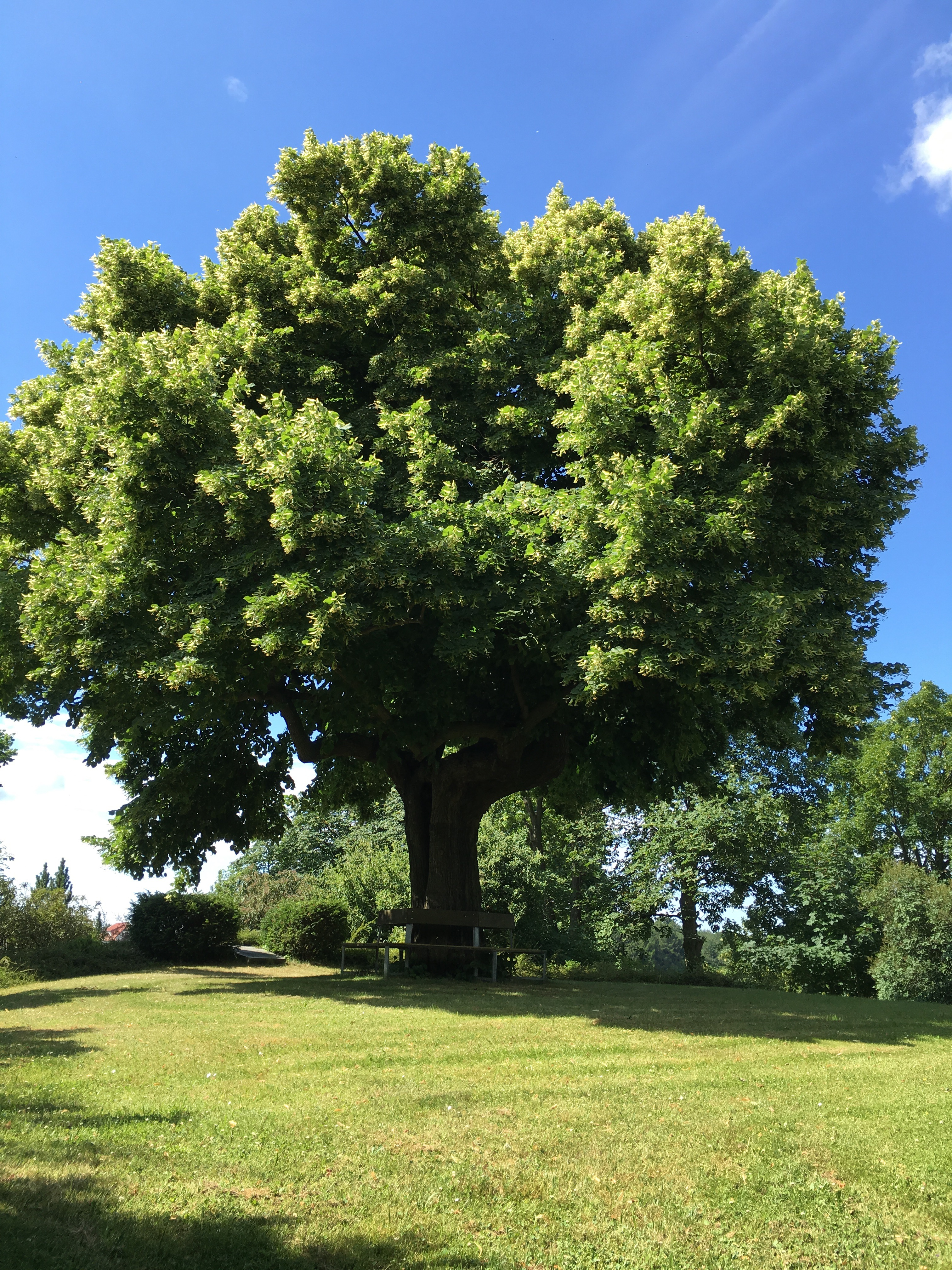
Die bald 400-jährige Linde auf dem Hutberg

### Flagge
Die Flagge ist weiß – grün (1:1) gestreift (Längsform: Streifen senkrecht verlaufend) und mittig mit dem Gemeindewappen belegt.

## Gedenkstätten
In der Nähe der Ortslinde befindet sich ein Denkmal mit den Namen von 58 Menschen, die während des 2. Weltkriegs im Notlazarett von Schielo (eigentlich Tuberkulosenheilstätte) verstorben und am Hutberg beerdigt worden sind.
Auf dem Ortsfriedhof liegen zwei im März 1945 angelegte Grabstätten für namentlich bekannte sowjetische Kriegsgefangene oder Zwangsarbeiter. In der Nähe der Kirche befindet sich die Peterseiche, die anlässlich der Beendigung der Kriege mit Frankreich im Jahr 1871 dort gepflanzt worden ist.

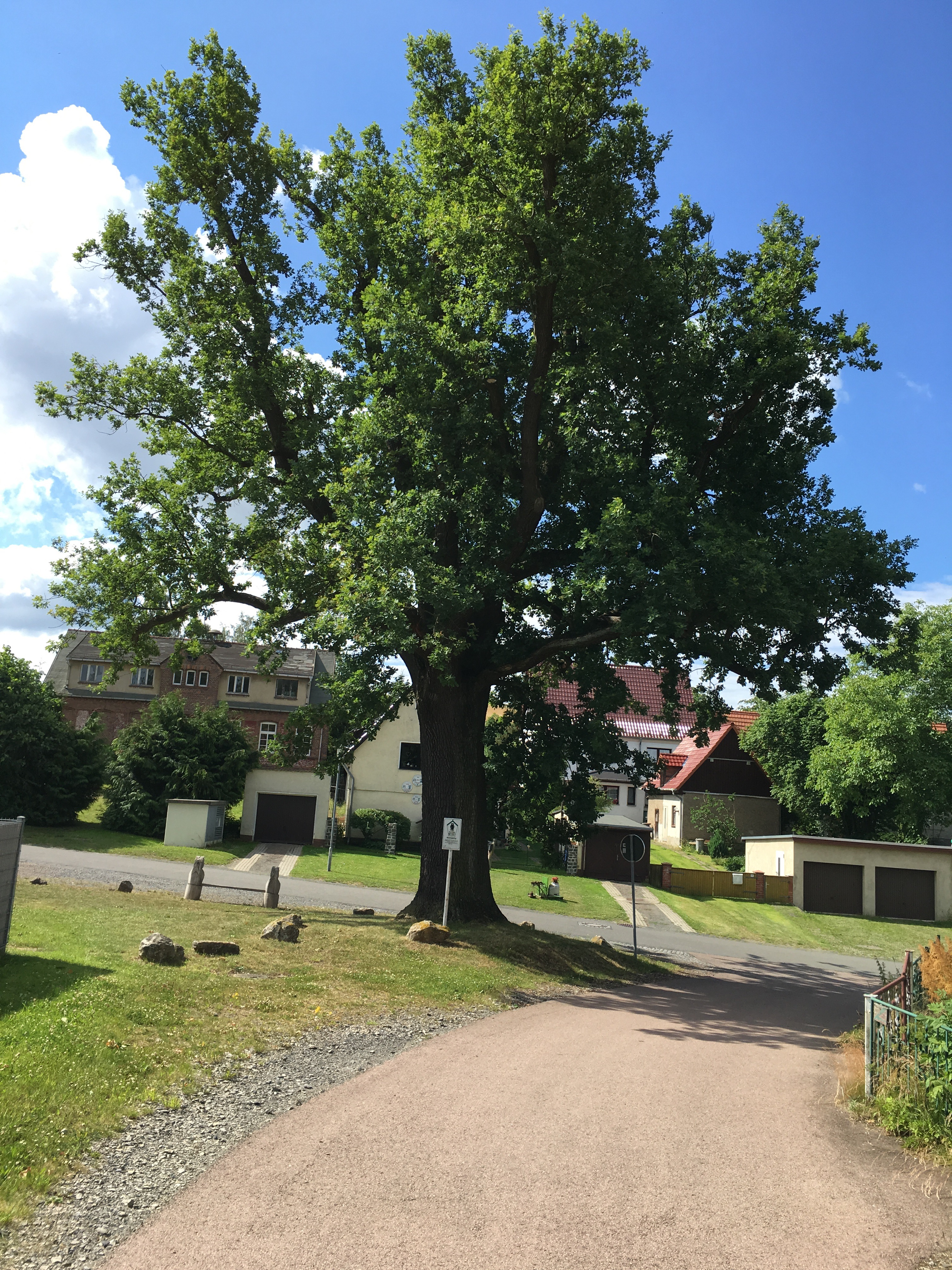
Die 1871 gepflanzte Peterseiche

## Verkehr
Schielo liegt abseits der Hauptverkehrsadern nördlich der Bundesstraße 242, die zwischen Harzgerode und Klostermansfeld verläuft.
Als öffentliches Verkehrsmittel stehen zwei Buslinien der Harzer Verkehrsbetriebe zur Verfügung, die die Gemeinde mit Harzgerode verbindet und im Ortszentrum hält.

## Freizeit und Tourismus
In Schielo gibt es einige Anbieter von Ferienapartments und Ferienhäusern. Der Naturlehrpfad am Eichenberg informiert über die heimische Flora und Fauna. In Schielo gibt es Gelegenheit zum Reiten, in unmittelbarer Nähe zum Angeln und Kegeln.

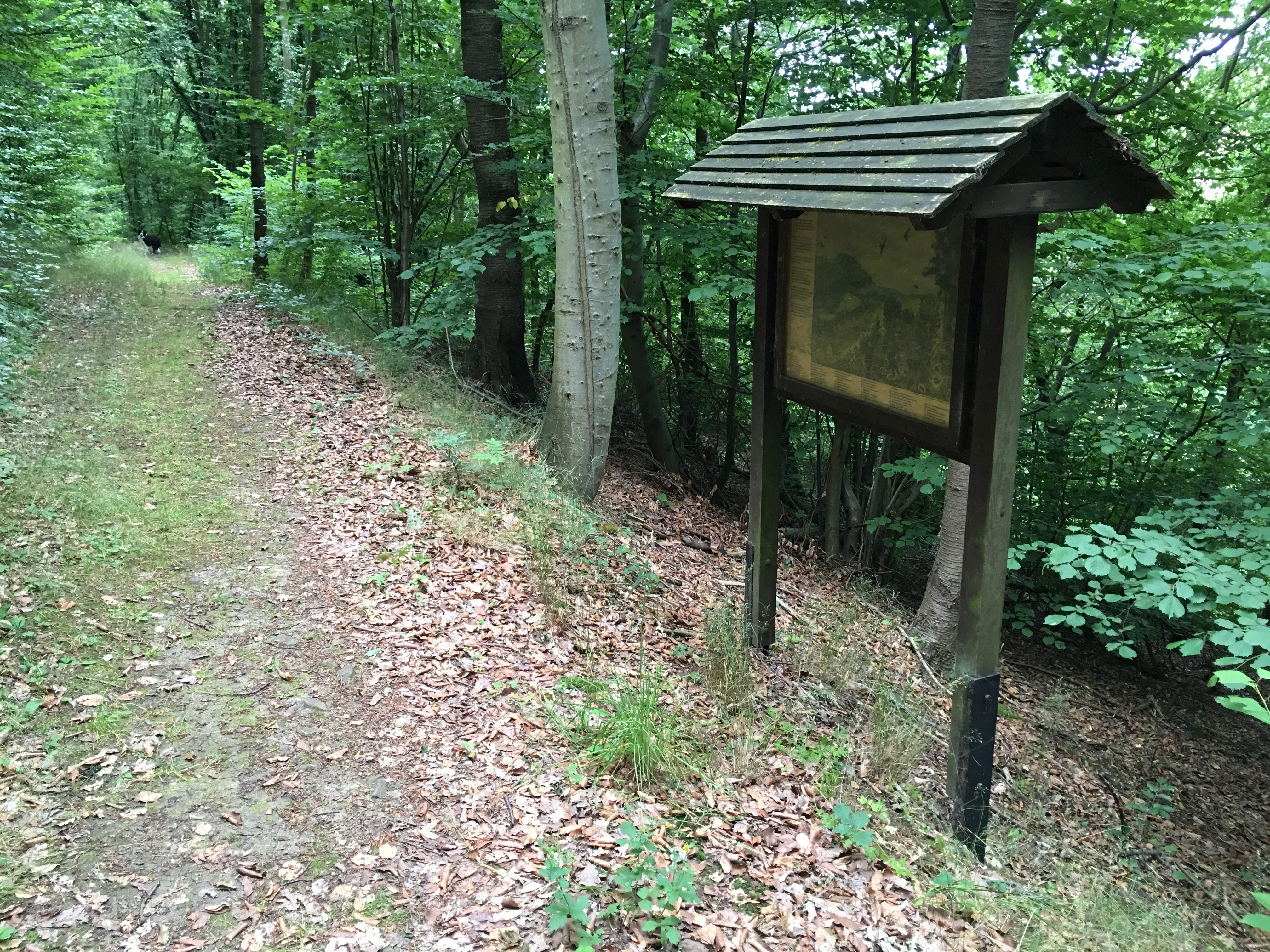
Der Naturlehrpfad am Eichenberg

## Söhne und Töchter des Ortes
- Karl Blossfeldt (1865–1932), Fotograf, der besonders durch streng-formale Pflanzenfotografien bekannt wurde. Er gilt fotokünstlerisch als Vertreter der Neuen Sachlichkeit.
- Hans Petzold (1913–nach 1979), Mediziner und Hochschullehrer für Innere Medizin.
- Johann Ernst Sander (1718–1772), anhalt-bernburgischer Amtmann, Pächter des Ritterguts Osmarsleben, Großvater von Friedrich Ludwig Sander, Urgroßvater von Enno Sander.

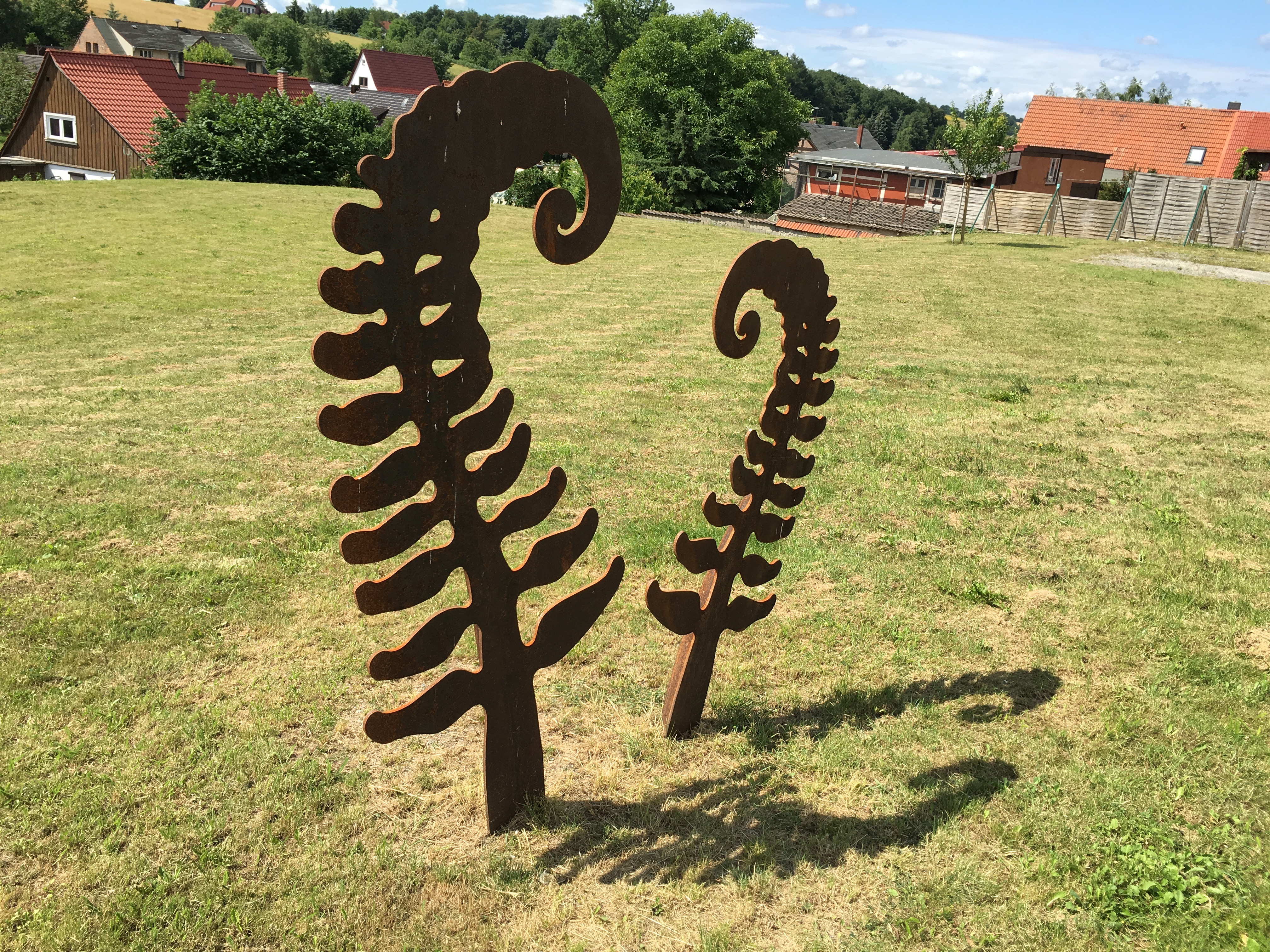
Skulptur in Erinnerung an den Fotografen Karl Blossfeldt

## Sonstiges
Der Fantasy-Roman „Der Schlüssel von Schielo“ erzählt eine Hexengeschichte aus dem Harz. Im Buch „Goethe“ von Hans Gerhard Gräf findet sich ein Kapitel „In Molmerschwende und Schielo – Ein Reiseabenteuer“. Im quarzhaltigen Schieferboden von Schielo konnten Anfang des 20. Jahrhunderts Graptolithen nachgewiesen werden.